# Assemblage (marine)
Pour les articles homonymes, voir Assemblage.
L'assemblage en construction navale traditionnelle, désigne le mode de jonction des pièces de charpentes de bois. Il y a plusieurs sortes d'assemblages, « à tenon, à mortaise; celles par entailles, à pate de loup, à queue d'arronde, à margouillet; les plus communs sont les écarts et les empatures ». Beaucoup de sous-parties d'un navire sont des ouvrages d'assemblage: on dit un mât, une vergue, des baux d'assemblage, pour les différencier des mêmes objets faits d'une seule pièce; « c'est la manière de lier et réunir ensemble plusieurs pièces de bois pour n'en faire qu'une de plus forte dimension ».

## Entures, écarts
Les quilles des navires romains qui ont été retrouvées étaient d'assemblage à mi-bois « à trait de Jupiter ». Certains assemblages ne pouvaient se passer de boulonnage pour tenir, mais certains assemblages, atteignant des sommets de complexité spectaculaires, pouvaient s'en passer. L'assemblage trouvé sur une épave du Port de Monaco présente pas moins de trente plans de frottement communs aux deux pièces d'assemblage. Dans ces assemblages, les pièces se trouvaient emboîtées et bloquées l'une dans l'autre par une clef, elle-même bloquée par une cheville.
Depuis le XVIIe siècle l'assemblage en longueur des éléments en bois de planche ou de mât se comprend en termes d'« écart », ce que l'on peut rapprocher des termes d'assemblage en bout et d'enture de la construction de charpente des bâtiments de terre. L'« écart » (scarff en anglais dont il est peut-être issu, stuik, lasch en néerlandais), est le lieu de la jonction ou réunion de deux bordages préceintes ou autres pièces de charpente employés dans la construction d'un vaisseau ; On dit « écarver » (to scarf) pour réunir deux mâts bout à bout pour n'en faire qu'un; on « écarve » ensemble par les bouts différentes pièces de bois à la suite l'une de l'autre, en les appliquant l'un sur l'autre, ou l'un près de l'autre selon la forme de l'écart. Un écart se définit en termes de longueur et d'adents saillants et sortants qui vont recevoir les adents correspondants des autres pièces. On va « décarver » l’écart de deux pièces de bois, en doublant l'assemblage par une troisième pièce qui les fortifie en les recouvrant.
« Il y a des écarts à crocs, à plats, à mi-bois, de carrés, de longs; d'autres à sifflets, endentés, de doubles et de simples »; ils ont toujours lieu sur la même ligne des bordages; on a la précaution de les croiser avec les virures inférieures et supérieures, c'est-à-dire qu'un écart doit être à la distance de 5 à 6 pieds et plus, s'il est possible, d'un autre écart qui se trouve dans le bordage immédiatement au-dessus ou en dessous. Les baux, la quille, le brion, ont des écarts appliqués par l'assemblage de deux pièces les unes sur les autres, en « écarts doubles, longs ou flamands » (s'ils le sont sur leur largueur comme les pièces de quille, l'écart est double ou long ou flamand, scarf of the keel en anglais). 
On distingue donc,,:
- écarts simples, carrés ou en about, ceux où les extrémités des pièces sont coupées carrément et mises bout à bout; stuiken (plat-joint) ; les autres exigent que les bouts des pièces assemblées soient appliquées les unes sur les autres :
- écart plat, à mi bois ou moitié par moitié, lorsque les bouts des pièces sont coupés en biseau sur leur épaisseur; platte lasch, half en half, in elkander gewerkt en néerlandais, hook and but en anglais; on parle ici des bordages profilés employé dans certaines configurations de bordage à clin;
- écart double, long ou flamand, lorsque les bouts des pièces sont coupés en biseau sur leur largeur; lang-lasch, kiellasch, schuin plat lasch en néerlandais (assemblage en biseau);
- écart à dent, à adent ou à croc, lorsque les bouts portent une dent saillante ou rentrante au milieu de l'étendue de leur jonction; dans cet écart long les adents s'emboîtent les uns dans les autres, il fait l'office de tirant[1], tel est celui des deux pièces composantes d'un bau[3]; tandlasch, haak en néerlandais; hook scarf en anglais (trait de Jupiter)
- écart simple et en sifflet lorsque les bouts réunis sont coupés en sifflet; lip, tong (assemblage en sifflet);

Par pièce d'assemblage :
- écart du brion le lieu de la jonction du brion avec l'étrave; Lasch van de voorsteven-knie; boxing joint, un type;
- écart de la quille, scarf of the keel.

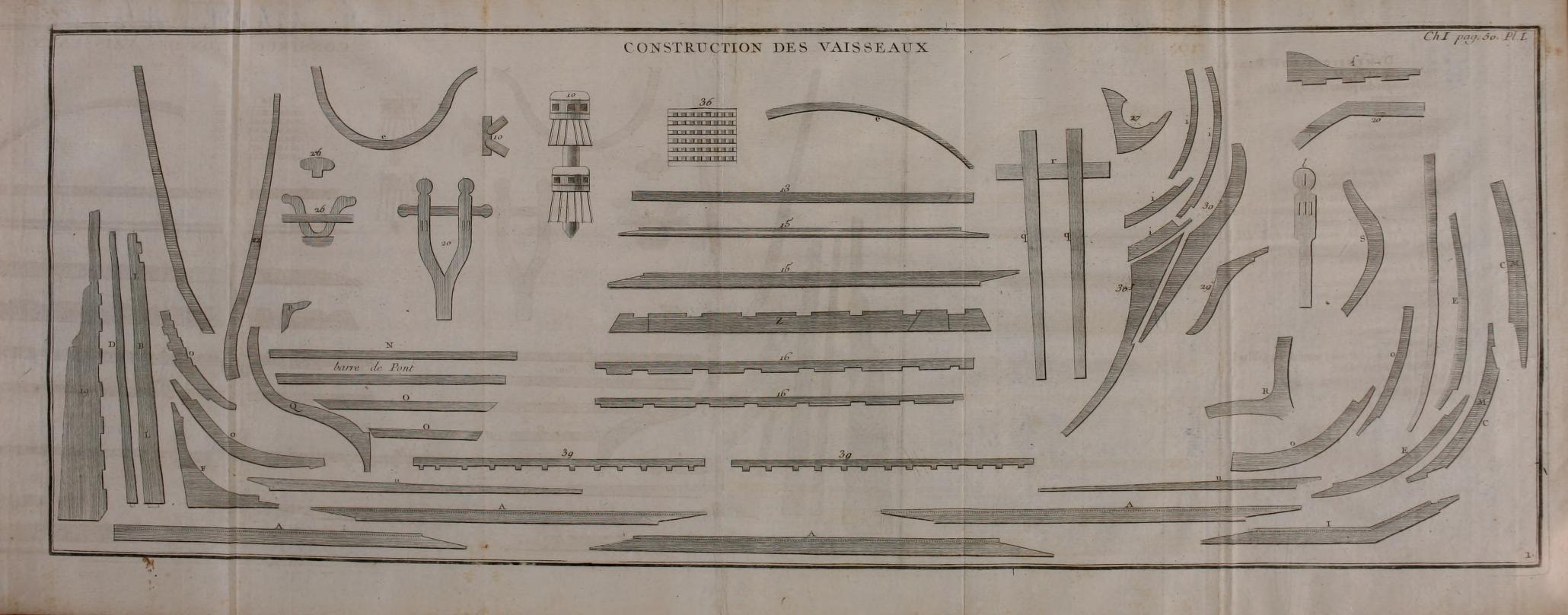
Nicolas Ozanne. Construction des vaisseaux. Membre du vaisseau détachés les uns des autres. On devine pour la plupart des membres (A – quille; C – étrave; E – contre-étrave; I – brion ou ringeot; M – râblure de l'étrave, etc. des écarts en sifflet; l'écart du brion peut prétendre être un trait de Jupiter.

## Empâture
L'« empâture » décrit la « jonction de deux pièces de bois qui se croisent en se joignant bien entièrement l'une contre l'autre ». Ainsi l'on dit l'empâture des varangues avec les genoux. C'est aussi l'assemblage des pièces de quille ou autres avec « écart ». « C'est par des empâtures des réunions des liaisons de deux pièces dans les couples d'un bâtiment que l'on boise et fortifie sa carène. La vaigre d'empâture réunit tous les couples en passant intérieurement par la jonction des varangues et des genoux. L'étendue en longueur comme en largeur des surfaces par lesquelles deux pièces de bois se touchent forme une empâture. » Les marins de la Manche donnent le nom d' « équerves » aux empâtures.

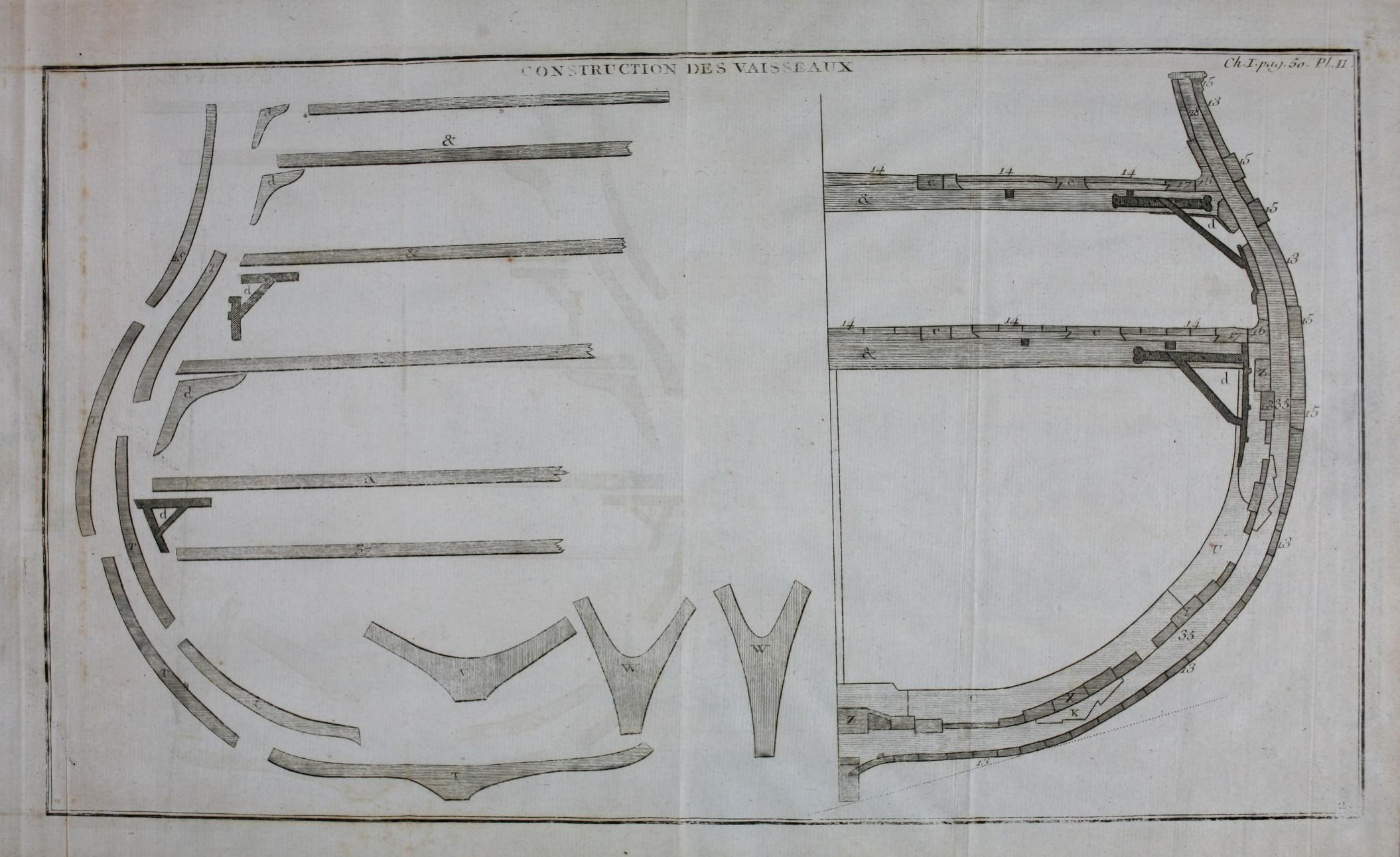
Nicolas Ozanne. Construction des vaisseaux. Membre du vaisseau détachés les uns des autres. Recouvrement des varangues genoux et alonges visible. T – Varangues; 28 – allonges de revers; V – Varangues demi acculées; W – Varangues acculées ou fourcats
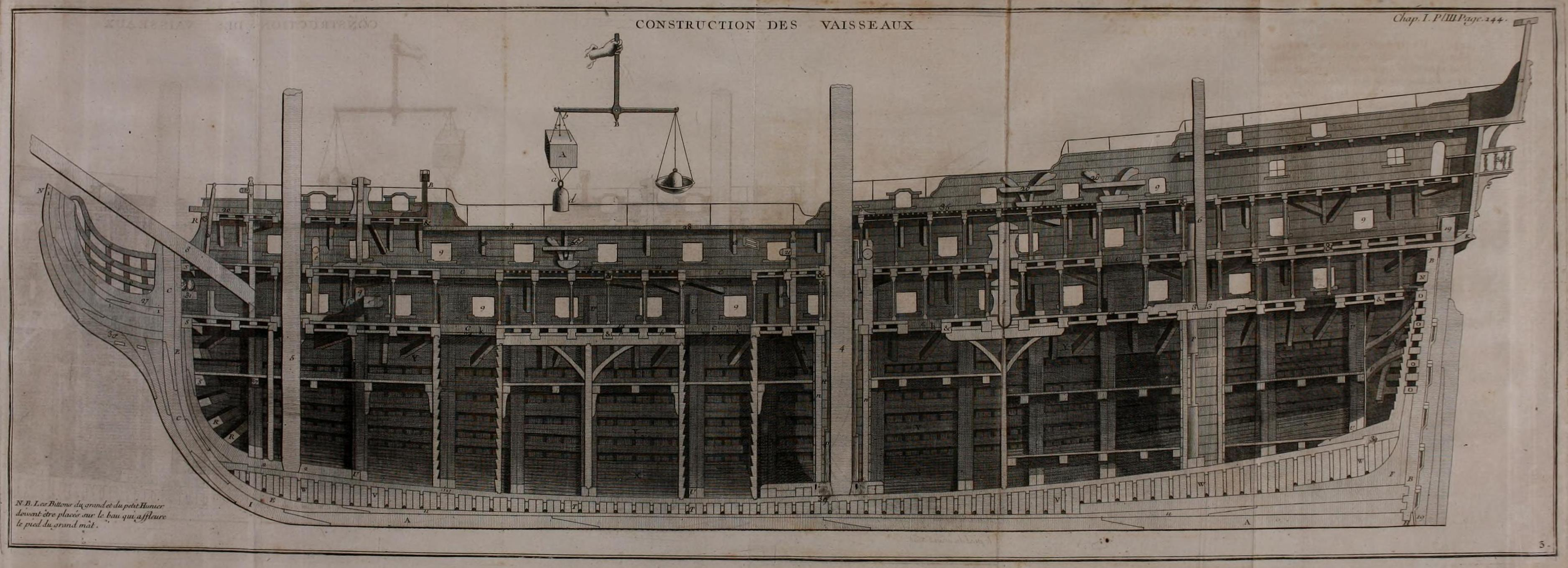

## Mâts d'assemblage
Un mât d'assemblage est formé de plusieurs arbres endentés et liés les uns aux autres, par des moyens particuliers à la marine; le plus composé est celui des gros mâts. L'assemblage des vergues principales est, ainsi que celui des mâts, contenu par des cercles de fer qui les ceignent à 3 pieds de distance les uns des autres sur toute la longueur d'un mât, depuis les jottereaux jusqu'au pied, et d'un capelage de vergue à l'autre. On dit écarver pour « ajuster » deux mâts bout à bout pour n'en faire qu'un; réunir à la suite l'un de l'autre les bouts des pièces de bois en les appliquant en partie l'un sur l'autre ou l'un près de l'autre selon la forme de l'écart c'est les écarver ensemble.
L’emplanture est la fixation basse du mât dans la coque.

## Couples
Les couples sont d'assemblage: les couples, sont composés, presque toujours, de deux couches, ou plans de bois, formés eux-mêmes de plusieurs pièces de charpente, dont la combinaison est telle que l'extrémité d'une des pièces du plan supérieur s'applique sur une partie de la longueur de la pièce inférieure. Les « écarts » se trouvent ainsi croisés. On donne le nom d'« empâture » aux portions recouvertes, et l'opération se poursuit dans l'étendue de la membrure. Ainsi les pièces s'y doublent de l'une à l'autre, et s'appellent, en partant de la quille: varangue, fausse varangue, genoux, 1er, 2e, et selon les cas, 3e, 4e et 5e alonge.

## Chevillage, boulonnage, etc.
Dans les bateaux cousus, les bordages sont liés aux membrures par des liens souples. La plupart du temps cet assemblage se fait avec des gournables, mais aussi des boulons.

### Gournables
Les gournables sont de longue chevilles en bois (broche ou goujon) de chêne bien sec de forme ronde qui servent à attacher les bordages sur les membres et à diminuer le nombre des chevilles et des clous en fer,. Elles sont appelées en anglais treenail, également trenail, trennel ou trunnel. En français le verbe gournabler pour enfoncer des gournables dans un bordage existe également et le gournabliers sont les ouvriers qui travaillent à faire des gournables. En France, la forme primitive des gournables « est celle d’un prisme à section rectangulaire; on les travaille ensuite à huit pans, en se servant de la plane de tonnelier, en suivant la direction des fibres du bois et sans se préoccuper de courbures et même de sinuosités quelquefois très-prononcées, qui se redressent une fois qu’elles sont en place. Les gournables sont légèrement effilées d’une extrémité à l’autre, dans le but de faciliter leur introduction dans le trou percé à travers la muraille, ainsi que pour conserver plus de force à l’extrémité sur laquelle on frappe à coups de masse pour les enfoncer. ». Les têtes des gournables sont garnies d'un leur épite.

### Chevilles de fer
Pour un vaisseau de cent trente quatre pieds de long de l'étrave à l'étambord on doit donner aux chevilles de fer destinées à être mises dans le gros un pouce d'épais et trois quarts de pouce pour celles qui sont employées au-dessus. On met huit chevilles de fer à chaque écart de la quille et on en fait passer dans l'étrave quatre ou cinq ou davantage; à l'assemblage de la quille et de l'étambord il y en doit avoir six qui passent au travers de la quille du contre-étambord et de l'étambord.

## Courbes
Les courbes sont des pièces en bois en forme de console (bois tors), ou des équerres en fer, destinées à assurer la rigidité entre certains éléments verticaux et certains éléments horizontaux d'un navire auxquels elles sont fixées. Elles prennent quelquefois le nom de « courbaton » ou de « gousset ». Les courbes servent le plus ordinairement à lier les baux avec les membres du navire.